# Gabelspitze
Die Gabelspitze ist ein 3071 m ü. A. hoher Berggipfel des Prettaukamms in der Venedigergruppe. Der Gipfel liegt an der italienisch-österreichischen Staatsgrenze. Die Erstbesteigung des Südgipfels erfolgte am 29. August 1893 durch die Brüder Thaddäus und Marian von Smoluchowski, der Nordgipfel wurde erstmals am 30. August 1904 von Ingenuin Hechenblaikner und Eduard Franzelin bestiegen.

## Lage
Die Gabelspitze liegt an der Grenze zwischen den Südtiroler Gemeinden Prettau und Sand in Taufers im Westen und der Osttiroler Gemeinde St. Jakob in Defereggen (Bezirk Lienz) im Osten. Bezogen auf den Prettaukamm liegt die Gabelspitze im Südwesten. Die Gabelspitze besteht aus einem Nord- bzw. Südgipfel, wobei der markante Südgipfel als Hauptgipfel gilt. Manchen Quellen zufolge ist der Nordgipfel mit 3076 m ü. A. Metern jedoch höher als der Südgipfel. Die beiden Gipfel der Gabelspitze liegen zwischen der Arventalspitze (3083 m ü. A.) im Norden und dem Großen Reinhard (2790 m ü. A.) im Süden. Westlich liegt getrennt durch die Alprechscharte die Schneespitze (2925 m ü. A.). Weiterhin verläuft von der Südlichen Gabelspitze ein Grat genau nach Süden zum Kleinen Reinhard (2631 m), in dessen Verlauf ein als Mutti bezeichneter markanter Gratturm (2980 m) aufragt. Die Ostseite der Gabelspitze fällt zum Arvental mit dem Arventalbach ab, die Nordwestseite zum Ahrntal, die Südwestseite zum Reintal. Die Bergflanken der Gabelspitze sind durch den Nationalpark Hohe Tauern bzw. den Naturpark Rieserferner-Ahrn unter Schutz gestellt.

## Aufstiegsmöglichkeiten
Der Normalweg auf den Südgipfel nimmt seinen Ausgang am Alpengasthaus Oberhaus und verläuft in der Folge zunächst auf der Almstraße zur Jagdhausalm und danach zur Arventalalm. Unterhalb des Klammljochs beginnt der weglose Aufstieg über die ostseitigen Gras- und Feinschutthänge bis in die Scharte zwischen Nord- und Südgipfel. Der Schlussanstieg auf den Südgipfel erfolgt über brüchigen Fels in Kamin- und Wandkletterei (II). Der sehr steile Aufstieg zum Nordgipfel führt ebenso aus der Scharte zwischen den beiden Gipfeln in direkter Linie über brüchigen Fels zum Gipfel (II+).